# West Dennis
West Dennis es un lugar designado por el censo ubicado en el condado de Barnstable en el estado estadounidense de Massachusetts. En el Censo de 2010 tenía una población de 2.242 habitantes y una densidad poblacional de 205,62 personas por km².

## Geografía
West Dennis se encuentra ubicado en las coordenadas 41°39′59″N 70°10′1″O / 41.66639, -70.16694. Según la Oficina del Censo de los Estados Unidos, West Dennis tiene una superficie total de 10.9 km², de la cual 8.45 km² corresponden a tierra firme y (22.49%) 2.45 km² es agua.

## Demografía
Según el censo de 2010, había 2.242 personas residiendo en West Dennis. La densidad de población era de 205,62 hab./km². De los 2.242 habitantes, West Dennis estaba compuesto por el 94.11% blancos, el 1.52% eran afroamericanos, el 0.58% eran amerindios, el 1.16% eran asiáticos, el 0.04% eran isleños del Pacífico, el 1.25% eran de otras razas y el 1.34% pertenecían a dos o más razas. Del total de la población el 2.1% eran hispanos o latinos de cualquier raza.